# Stilpnus tenebricosus
Stilpnus tenebricosus är en stekelart som först beskrevs av Johann Ludwig Christian Gravenhorst 1829.  Stilpnus tenebricosus ingår i släktet Stilpnus och familjen brokparasitsteklar. Arten är reproducerande i Sverige. Inga underarter finns listade i Catalogue of Life.